# Horshamosaurus rudgwickensis
Horshamosaurus rudgwickensis es la única especie conocida del género extinto Horshamosaurus dinosaurio tireoforo anquilosauriano que vivió a principios del periodo Cretácico, hace aproximadamente 130 millones de años durante el Barremiense en lo que es hoy Europa.

## Descripción
Horshamosaurus rudgwickensis mediría cerca de 5 metros de longitud, siendo cerca de 30% más largo que la especie tipo de Polacanthus, Polacanthus foxii y difiere de este en numerosas características de las vértebras y la armadura dérmica. Las facetas del centro de las vértebras de la espalda y la cola tienen un perfil redondeado en lugar de tener forma de corazón. Los procesos transversos de las vértebras poseen dos crestas en sus lados inferiores delimitando una depresión y gradualmente se desvanecen en el cuerpo vertebral. Los procesos transversos de las vértebras frontales de la cola se fusionan con el arco neural, formando una cresta distintiva. El "pseudoacromión" se localiza cerca del borde frontal del omóplato. Las costillas posteriores son grandes y altas en lugar de ser delgadas. La tibia es relativamente larga. Las espinas de los osteodermos tienen una base circular en la cual la zona inferior frontal está excavada pero la posterior es sólida, en lugar de tener una base oval con una zona inferior uniformemente cóncava. Uno de los osteodermos parece haber sido parte de la armadura posterior ya que es grande y aplanado con una zona inferior cóncava; placas de este tipo no han sido descubiertas en Polacanthus foxii.

## Descubrimiento e investigación
En 1985, en la cantera de marga de la Compañía Rudgwick Brickworks cerca de Rudgwick en West Sussex, se hallaron fósiles de dinosaurios. Estos fueron asegurados por dos voluntarios del Museo Horsham: Morris Zdzalek y Sylvia Standing. Después de 1988, estos hallazgos fueron expuestos en el museo como huesos de Iguanodon. Posteriormente el neurólogo William T. Blows, quien también es un paleontólogo aficionado que ya había publicado varios trabajos acerca de los dinosaurios acorazados, determinó que los huesos no era de un iguanodontiano, en cambio representarían restos de un anquilosaurio.
En 1996, basándose en estos hallazgos, Blows nombró y describió a una nueva especie del género Polacanthus, Polacanthus rudgwickensis. El nombre de la especie se refiere a su procedencia de Rudgwick.
El material de espécimen holotipo HORSM 1988.1546, fue hallado en una capa de marga gris-verduzca de la zona inferior de la Formación Weald Clay que data de la época del Barremiense, hace unos 125 millones de años. Este es fragmentario e incluye dos vértebras dorsales incompletas, parte de una vértebra frontal de la cola, fragmentos de hueso de otras vértebras, un escapulocoracoides izquierdo parcial de la cintura escapular, el extremo distal de un húmero, una tibia derecha casi completa, fragmentos de costillas, y dos osteodermos.
En 2015, Blows decidió denominarlo como un género separado, Horshamosaurus, cuyo nombre se refiere a Horsham. Su especie tipo es Polacanthus rudgwickensis. La combinatio nova es Horshamosaurus rudgwickensis.

## Clasificación
Horshamosaurus, a pesar de su clasificación anterior, no es una especie hermana de Polacanthus. Un análisis cladístico de 2011 mostró que Horshamosaurus y Polacanthus no eran especies hermanas , una de las razones para nombrar un género separado.En 2015, Blows no situó a Horsamosaurus en la familia Polacanthidae, sino en una posición más derivada dentro de Ankylosauria y sugirió una posición en el Nodosauridae .